# Сенат Лесото
Сенат Лесото (сесото Ntlong ea Mahosana) — верхняя палата парламента Лесото, который вместе с Национальным собранием (нижней палатой) представляет собой законодательный орган государства.

## История
Двухпалатный парламент Лесото создан по образцу Вестминстерской системы Великобритании, в которой верхняя палата уступает в полномочиях нижней. Таким образом, Сенат обладает меньшей властью, чем Национальное собрание: не обладает законодательной инициативой, не назначает премьер-министра и не участвует в вотуме доверия. Для внесения поправок в определенные статьи конституции требуется согласие Сената, а для того, чтобы законопроект стал законом, он должен быть принят обеими палатами парламента.
В действующем Сенате всего 33 члена: 22 являются потомственными вождями племен, которые выполняют исполнительные функции в своих общинах, а 11 назначаются королем по рекомендации премьер-министра. Члены Сената избираются на пятилетний срок. Сенаторы не могут быть одновременно членами Национального собрания.
С 11 июля 2017 года председателем Сената является Мамонахенг Мокитими, которая сменила на этой должности принца Сисо Беренга Сиизо.